# Perdices de mar

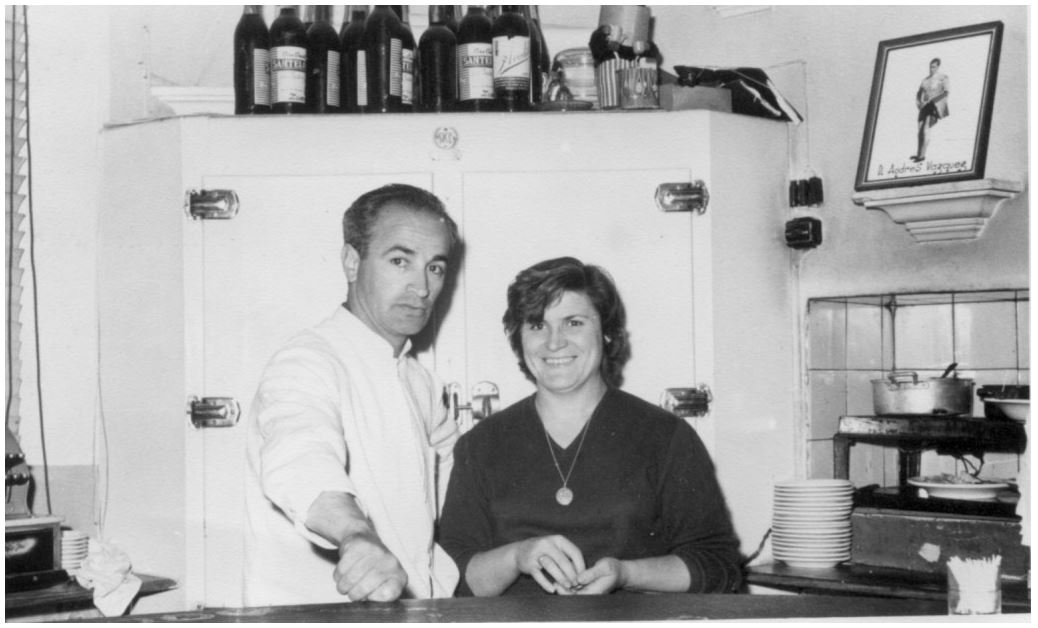
Willy y Luchy en el Bar Bambú de Zamora. 1963.

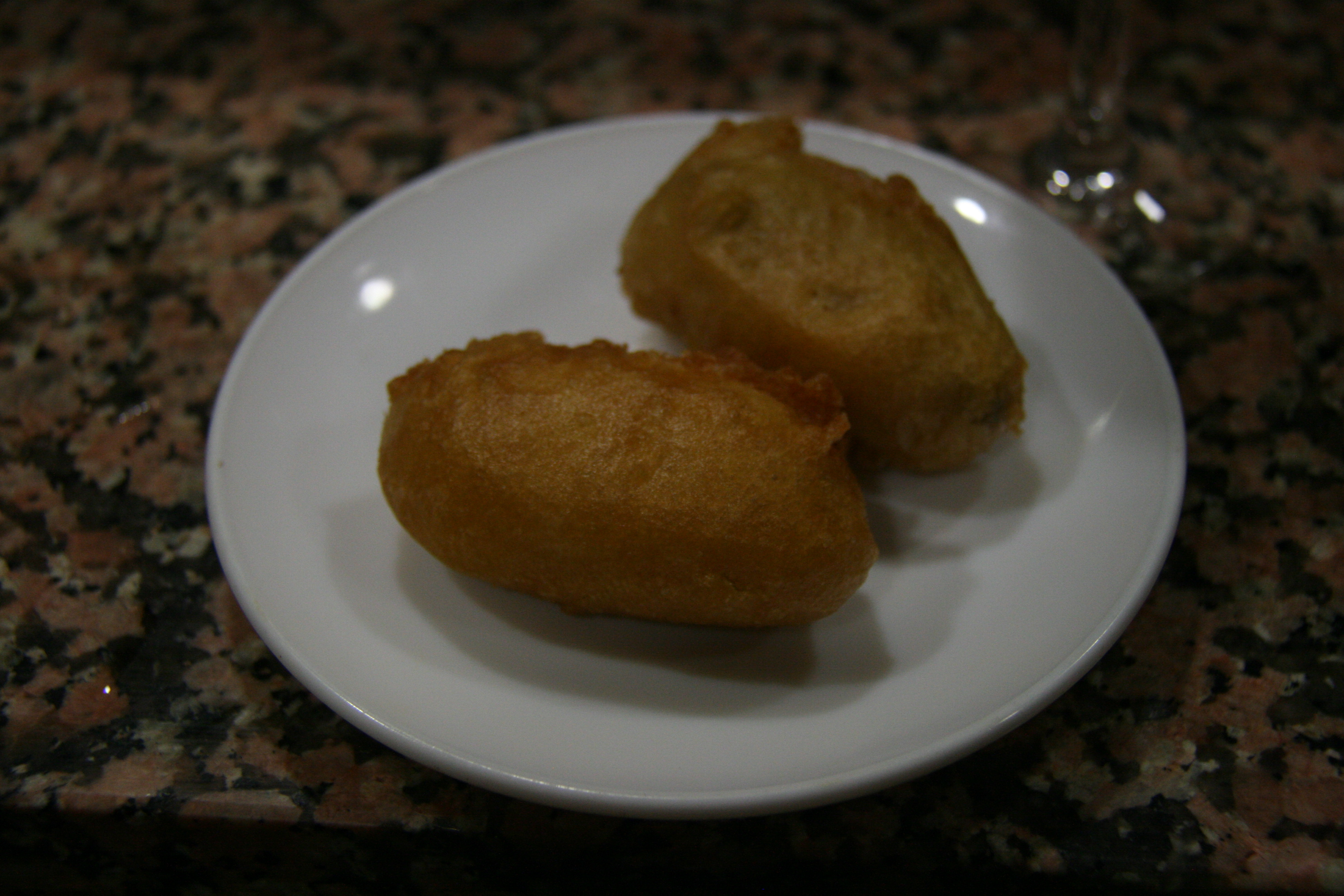
Aspecto moderno de las perdices de mar

"LAS PERDICES" (Perdices de mar) son una típica tapa zamorana. 
En el año 1954 Willy y Luchy abrieron el Bar Bambú, en la calle Alfonso de Castro (típica calle de tapeo en Zamora). 
Su éxito se basó en la amabilidad, buen trato y sobre todo la simpatía con la que Willy atendía a los clientes. Además fue fundamental la cocina de Luchy (su esposa). Inventó dos tapas, "los tiberios" y las mencionadas "perdices".
Las perdices no son una tapa "de caza", sino una tapa de mar.
Se les ocurrió en La Coruña. En el bar Pacovi en la calle de los Olmos, probaron media sardina rebozada (que allí llamaban "perdiz"). 
En el Bambú, Luchy le dio un toque especial, a la sardina completa sin cabeza, sin espinas, en forma de libro y con la cola, le elaboró un relleno a base de tomate, que quedaba con la textura de una bechamel (textura que tanto le gustaba a su madre, la abuela María y que tan buena cocinera era también, según Willy). Pero eso no era suficiente, además las sardinas tenían que ser pequeñas, de las que llaman parrochas y el rebozado debía ser muy ligero, para que no quedara aceitada. En cierta forma similar a las gambas a la gabardina.
El resultado ahí está. Resiste el paso de los años y continúa siendo muy apreciada por los clientes. Se encuentra en la carta de varios bares de tapeo de Zamora, gracias a que fue trasmitida por Luchy y Willy a familiares y numerosos amigos, incluidos hosteleros.

## Características
Fuente, Guillermo Rodríguez Riesco (Willy) 2021.